# ケヴィン・ゴミス
ケヴィン・ゴミス（Kévin Gomis、1989年1月20日 - ）は、フランス・パリ出身のサッカー選手。ポジションはセンターバック。

## 経歴
2005年当時リーグ・ドゥに属していたフランス・EAギャンガンの育成アカデミーに所属。2008年にトップチームに昇格するもののチームが残留争いに巻き込まれていたこともあり若手選手の出番は少なかった。そのため2009年7月に当時ポルトガル1部に属していたアソシアソン・ナヴァル・プリメイロ・デ・マイオに完全移籍。2シーズンで46試合に出場した。
2011年1月16日に行われたFCポルト戦でプロとしての初得点を記録した。
2011年7月にリーグ・アンのOGCニースに移籍。同クラブでは国内リーグ、UEFAヨーロッパリーグ、クープ・ドゥ・フランス、クープ・ドゥ・ラ・リーグを含めて公式戦70試合にセンターバックとして出場した。
2014年2月から6月までイングランド・チャンピオンシップの名門ノッティンガム・フォレストFCにレンタル移籍したものの、故障の影響もありイングランドでの出場試合は1試合のみであった。
2016年7月にスコティッシュ・プレミアリーグ（1部）に属するダンディーFCに完全移籍した。